# О’Хара, Келли (актриса)
Ке́лли О’Ха́ра (англ. Kelli O'Hara; род. 16 апреля 1976, Оклахома) — американская актриса, известная благодаря выступлениям в бродвейских мюзиклах. За свою карьеру она была шесть раз номинирована на премию «Тони», выиграв одну статуэтку в 2015 году, за мюзикл «Король и я».

## Жизнь и карьера
О’Хара родилась в штате Оклахома, в семье американского-ирландского происхождения. Окончила Университет Оклахома-Сити со степенью бакалавра.
Она начала карьеру театральной актрисы в 1990-х годах. Вне театра она появилась в фильме «Секс в большом городе 2» и сериалах «Все мои дети», «4исла» и «Голубая кровь».
С 2007 года О’Хара замужем за актёром Грегом Нотоном. У супругов есть двое детей — сын Оуэн Джеймс Нотон (р. 2009) и дочь Шарлотта Нотон (р. 2013).